# Liste der Baudenkmale in Ückeritz
In der Liste der Baudenkmale in Ückeritz sind alle denkmalgeschützten Bauten der Gemeinde Ückeritz (Mecklenburg-Vorpommern) und ihrer Ortsteile aufgelistet. Grundlage ist die Veröffentlichung der Denkmalliste des Landkreises Ostvorpommern mit dem Stand vom 30. Dezember 1996. 

## Baudenkmale nach Ortsteilen

### Ückeritz
| ID | Lage                    | Bezeichnung                                                      | Beschreibung                                                 | Bild                                                             |
| -- | ----------------------- | ---------------------------------------------------------------- | ------------------------------------------------------------ | ---------------------------------------------------------------- |
|    | Am Kurplatz 1 (Karte)   | Wohnhaus mit Zaun                                                |                                                              | Wohnhaus mit Zaun                                                |
|    | Bahnhofstraße 6 (Karte) | Bahnhof mit Zufahrt, Nebengebäuden und manueller Schrankenanlage |                                                              | Bahnhof mit Zufahrt, Nebengebäuden und manueller Schrankenanlage |
|    | Hauptstraße 5 (Karte)   | Fischerhaus                                                      | Das historische Gebäude ist nicht mehr existent.             |                                                                  |
|    | Hauptstraße 14 (Karte)  | Scheune                                                          | Das Gebäude kann von der Straße aus nicht eingesehen werden. |                                                                  |
|    | Nebenstraße 4 (Karte)   | Scheune                                                          |                                                              | Scheune                                                          |
|    | Nebenstraße 13 (Karte)  | Kate                                                             |                                                              | Kate                                                             |
|    | Strandstraße 3 (Karte)  | Schule                                                           |                                                              | Schule                                                           |
|    | Waldstraße 6 (Karte)    | Villa Waldtraut                                                  |                                                              | Villa Waldtraut                                                  |
|    | Waldstraße 9 (Karte)    | Villa Tannenheim                                                 |                                                              | Villa Tannenheim                                                 |
|    | Waldstraße 32 (Karte)   | Fassade                                                          |                                                              | Fassade                                                          |

## Quelle
- Bericht über die Erstellung der Denkmallisten sowie über die Verwaltungspraxis bei der Benachrichtigung der Eigentümer und Gemeinden sowie über die Handhabung von Änderungswünschen (Stand: Juni 1997; PDF, 934 kB)

- Karte mit allen Koordinaten:
- OSM |
- WikiMap